# Orquestra Simfònica de la BBC
L'Orquestra Simfònica de la BBC és la principal orquestra simfònica de la British Broadcasting Corporation i una de les orquestres més importants del Regne Unit.
L'orquestra va ser fundada com una organització a temps complet el 1930 per Adrian Boult. Aquest va romandre com a director d'orquestra titular fins a 1950, quan Malcolm Sargent el va succeir (mantenint el lloc fins a 1957). Entre els seus altres directors titulars destaquen Antal Doráti (1962-66), Colin Davis (1967-71), Pierre Boulez (1971-75), Guennadi Rojdéstvenski (1978-81) i Andrew Davis, el qual va mantenir el càrrec des de 1989 fins que va ser succeït per Leonard Slatkin el 2000. També en el 2000, l'orquestra va nomenar al seu primer compositor associat, Mark-Anthony Turnage. John Adams es va convertir en artista associat de l'Orquestra Simfònica de la BBC el juny de 2003. El concert final de Leonard Slatkin com a director titular va ser a l'última nit de The Proms del 2004. A inicis de 2005 es va anunciar que el director txec, Jiří Bělohlávek seria el nou director des de la primera nit de The Proms de 2006.
A més d'aquests directors principals, l'orquestra ha tingut diversos directors convidats cèlebres, com per exemple Arturo Toscanini. L'actual director convidat principal és David Robertson que va accedir al lloc l'octubre de 2005 succeint a Jukka-Pekka Saraste, que el va deixar a finals d'agost de 2005.
L'orquestra freqüentment comissiona obres de compositors contemporanis, sobretot d'obres britàniques noves. Earth Dances de Harrison Birtwistle, Rituel in memoriam Bruno Maderna de Pierre Boulez i The Protecting Veil de John Tavener van ser comissions de la BBC estrenades per l'Orquestra Simfònica de la BBC.
L'orquestra té un paper important a The Proms, la temporada anual de concerts que s'ofereixen al Royal Albert Hall. Toca tant en la primera com en l'última nit.
Les altres orquestres de la BBC són l'Orquestra Filharmònica de la BBC, l'Orquestra Nacional de Gal·les de la BBC, l'Orquestra Simfònica Escocesa de la BBC i l'Orquestra de Concerts de la BBC.

## Directors titulars
- Jiří Bělohlávek (des del 14 de juliol de 2006)
- Leonard Slatkin (2000– 2004)
- Andrew Davis (1989-2000)
- John Pritchard (1982-1989)
- Guennadi Rojdéstvenski (1978-1981)
- Rudolf Kempe (1976)
- Pierre Boulez (1971-1975)
- Colin Davis (1967-1971)
- Antal Doráti (1962-1966)
- Rudolf Schwarz (1957-1963)
- Malcolm Sargent (1950-1957)
- Adrian Boult (1930-1950)